# Nagy Márk
Nagy Márk (Nagyatád, 1994. május 13. –) magyar színész.

## Életpályája
1994-ben született Nagyatádon. A keszthelyi Vajda János Gimnáziumban érettségizett. Egy évet tanult a budapesti Nemes Nagy Ágnes Művészeti Szakközépiskolában is. 2013–2018 között a Kaposvári Egyetem színművész szakos hallgatója volt. 2018–2020 között a Nemzeti Színház tagja volt. 2020-2024 között a Radnóti Színház színésze volt. 2024-től a nyíregyházi Móricz Zsigmond Színház tagja.

## Fontosabb színházi szerepei
- Egy ember az örökkévalóságnak (2019) - Richard Rich
- Az ember tragédiája (2018) - Az egyik Lucifer
- A gömbfejűek és a csúcsfejűek (2018) - Parr, földbérlő
- Woyzeck (2018) - Franz Woyzeck
- Az ügynök halála (2017) - Biff
- Figaro házassága, avagy egy őrült nap emléke (2017) - Adam, az Éden Vállalat tulajdona
- Galilei élete (2016) - A kis barát
- Tóth Ilonka (2016) - Gáli József
- Isten ostora (2014) - Edek, hírnök
- János vitéz (2014) - Kobzos legény
- Boldogságlabirintus (2014)

## Filmjei
- Szokásjog (2019)
- Együtt kezdtük (2022)
- A pokol élővilága (2023)

## Díjak
- Bujtor István-díj (2020)